# Joseph Dufrane
Joseph Dufrane dit Bosquétia, né à Frameries, le 23 décembre 1833 et mort à Mons, le 16 décembre 1906, est un écrivain belge d'expression picarde. Il est l'oncle du député et militant wallon Jules Dufrane.
Il a adapté en dialecte framerisois des pièces de Racine, Molière ou les Fables de La Fontaine, mais est aussi l'auteur d'œuvres originales : chansons, pièces de théâtre, contes en vers ou en proses, chroniques, opérettes.
Sa chanson Enn c'est nie co Fram'ri's (« Ce n'est pas encore Frameries ») est parfois considérée comme l'« hymne national » de Frameries, même si elle est en fait une satire du campanilisme de Frameries.
Une rue de Coxyde, la Bosquétiastraat, a été donnée à cet auteur patoisant.
Maurice Piron accueille cet auteur dans l'Anthologie de la littérature wallonne.

## Œuvres
- Deux cos pou n'pouillette. Comédie ein deux akes, imp. Dufrane-Friart, Frameries
- El Cron Saudart, autremeint dèt l'volontaire dè dix-huit ceint treinte. Comédie ein deux aques, imp. Dufrane-Friart, Frameries
- El Mèdecin maugré lè. Comédie ein trois aques (d'après Molière), imp. Dufrane-Friart, Frameries, 1907
- El Testameint. Comédie ein in aque, imp. Dufrane-Friart, Frameries, 1907
- El Parvenu
- Essais de littérature boraine, imp. Dufrane-Friart, Frameries
- Les bottes Bastien. Comédie ein in aque, imp. Dufrane-Friart, Frameries
- Les Deux djaloux. Comédie ein in aque, imp. Dufrane-Friart, Frameries
- Les Tois swhaits. Opérette ein in aque (musique d'Albéric Ruelle), imp. Dufrane-Friart, Frameries, 1908

Rééditions
- Œuvres de Bosquétia - Fables (tome I, illustré par Françoise Thonet), Imp. provinciale du Hainaut, Jumet, 2005  (ISBN 2-930364-15-7)
- Œuvres de Bosquétia - Contes (tome II, illustré par Françoise Thonet), Imp. provinciale du Hainaut, Jumet, 2006  (ISBN 2-930364-22-X)
- Œuvres de Bosquétia - Chansons, poésies, monologues (tome III, illustré par Françoise Thonet), El bourdon, Montigny-le-Tilleul, 2007  (ISBN 2-930364-31-9)